# مصطفى أوستونداغ
مصطفى أوستونداغ (بالتركية:  Mustafa Üstündağ)‏ (و.11 فبراير 1977 -) ممثل تركي. عرف بشخصية مورو في مسلسل وادي الذئاب. وشارك أيضًا في مسلسل قطاع الطرق لن يحكموا العالم.

## حياته
ولد في مرسين، تركيا، ودرس الفنون المسرحية حيث تخرج من مركز Gezen للفنون قسم المسرح. وبدأ بالتمثيل سنة 1999م. عمل بالمسرح الإقليمي قوجا النسر بالفن المعاصر، كما عمل أيضاً بمسرح متهور، حتى دخل عالم التلفزيون والسينما وشارك في بطولات العديد من الأعمال بالدراما والسينما.

## أعماله

### مسرح
مسرحية الإصلاحية على مسرح الطين سنة 2012م، مسرحية غودو يراقب سنة 2002م، جدار، سنفور، مراحل الإنسان، قشعريرة.

### سينما
فيلم ريشة الشيطان سنة 2016م، فيلم قصة طويلة في 2012م، فيلم الدمجانة المقدسة سنة 2010م،

### تلفزيون
مسلسل رائعة القرن سنة 2016م، مسلسل قانون الحب سنة 2014م، مسلسل رحمة، مسلسل العهد، مسلسل في الداخل، مسلسل وادي الذئاب بدور (مورو) (2007 - 2009) مسلسل الحفرة بدور كهرمان كوشوفالي (2017_2021)

## روابط خارجية
- مصطفى أوستونداغ على موقع IMDb (الإنجليزية)
- مصطفى أوستونداغ على موقع ألو سيني (الفرنسية)
- مصطفى أوستونداغ على موقع قاعدة بيانات الفيلم (الإنجليزية)
- مصطفى أوستونداغ على موقع كينوبويسك (الروسية)